# Franconia-Springfield
Franconia-Springfield è una stazione della metropolitana di Washington, capolinea della linea blu; in orari di punta è servita anche da treni della linea gialla. È anche servita da treni della Virginia Railway Express (linea Fredericksburg). Si trova a Springfield, in Virginia.
È stata inaugurata il 29 giugno 1997.
La stazione è dotata di un parcheggio da oltre 5000 posti; è servita da autobus dei sistemi Metrobus (anch'esso gestito dalla WMATA) e Fairfax Connector, da autobus della Potomac and Rappahannock Transportation Commission e da autobus extraurbani della Greyhound.